# 효자신원록정려각
효자신원록정려각은 대한민국 경상북도 의성군 의성읍 도동리 631에 있다. 2013년 5월 28일 의성군의 문화유산 제1호로 지정되었다.

## 개요
조선전히 학자이자 효자인 회당 신원록의 효행을 기리기 위해 광해군 8년에 건립된 비각이다.

회당 신원록 종가는 불천위를 모시고 있다. 효를 실천했던 회당은 업유재를 창건, 빙계서원의 전신인 장천서원을 14년 만에 건립, 윤상을 위한 향약도 새로이 제정하는 등 16세기 문향으로서 의성의 중흥을 일군 선비이었다. 그의 효행과 학행이 빛났거니와 널리 알려져서 1603년에는 복호의 은전이 내려졌으며, 1615년에는 정려가 내려지고 통정대부 호조참의에 증직되고 『속삼강행실』에 실렸으며, 1656년에는 그 정려각이 지어졌고 당시 의성 현령 안응창이 향사례를 지냈다. 이 정려각은 현재 경상북도 의성군 문화유산 제1호이다. 또한 1988년 그의 사적비가 세워졌고 비문은 벽사 이우성이 지었다. 회당가의 덕업은 충효라는 옷을 입고 의리라는 맛있는 음식을 만끽하며 위기지학을 실행한 것이었다.